# Hegedüs János (tanár)
Bonyhai Hegedüs János (Marosvásárhely, 1821. október 24. – Nagyenyed, 1894. április 24.) teológiai tanár, református presbiter.

## Életútja
Hegedüs Lajos református lelkész és Antal Mária (Antal János református püspök leánya) fia. A marosvásárhelyi református kollégiumban végezte gimnáziumi tanulmányait; a felsőbb osztályokat Nagyenyeden hallgatta. A pszichológia kedvenc tantárgyai közé tartozott, épp oly nagy hajlammal foglalkozott a klasszika-filológiával és a történelemmel és a tanári pályára készült; e célból 1837-től 1843-ig a filozófiai, jogi és teológiai tanfolyamokat végig hallgatta. Ezek végeztével kinevezte őt az iskolai elöljáróság a VI. gimnaziális osztály tanítójának. Az akadémiai szigorlatra való előkészülésre használta fel a következő tanévet és 1845-ben letette a szigorlatot a nevezett tantárgyakból és a kémiából; ekkor szeptember külföldre ment. Bécsben négy hetet töltvén, október végén érkezett Berlinbe. Itt 1845-46-ban teológiai és filozófiai tudományokat hallgatott. Ezen időtől fogva a marosvásárhelyi kollégiumnál működött. 1857 tavaszán Nagyenyeden az egyháztörténelem, symbolica theologia és protestáns polemika tanszékét nyerte el. (Az enyedi főiskola, épületeinek a szabadságharc alatt történt szétrombolása miatt ideiglenesen Kolozsvárra volt helyezve, és csak 1862 szeptemberében költözött vissza Nagyenyedre.) Később nyugalomba vonult. Megyebizottsági tag, a nagyenyedi református egyház legrégibb presbitere, az alsófehérmegyei történelmi és régészeti egyesület alelnöke volt.

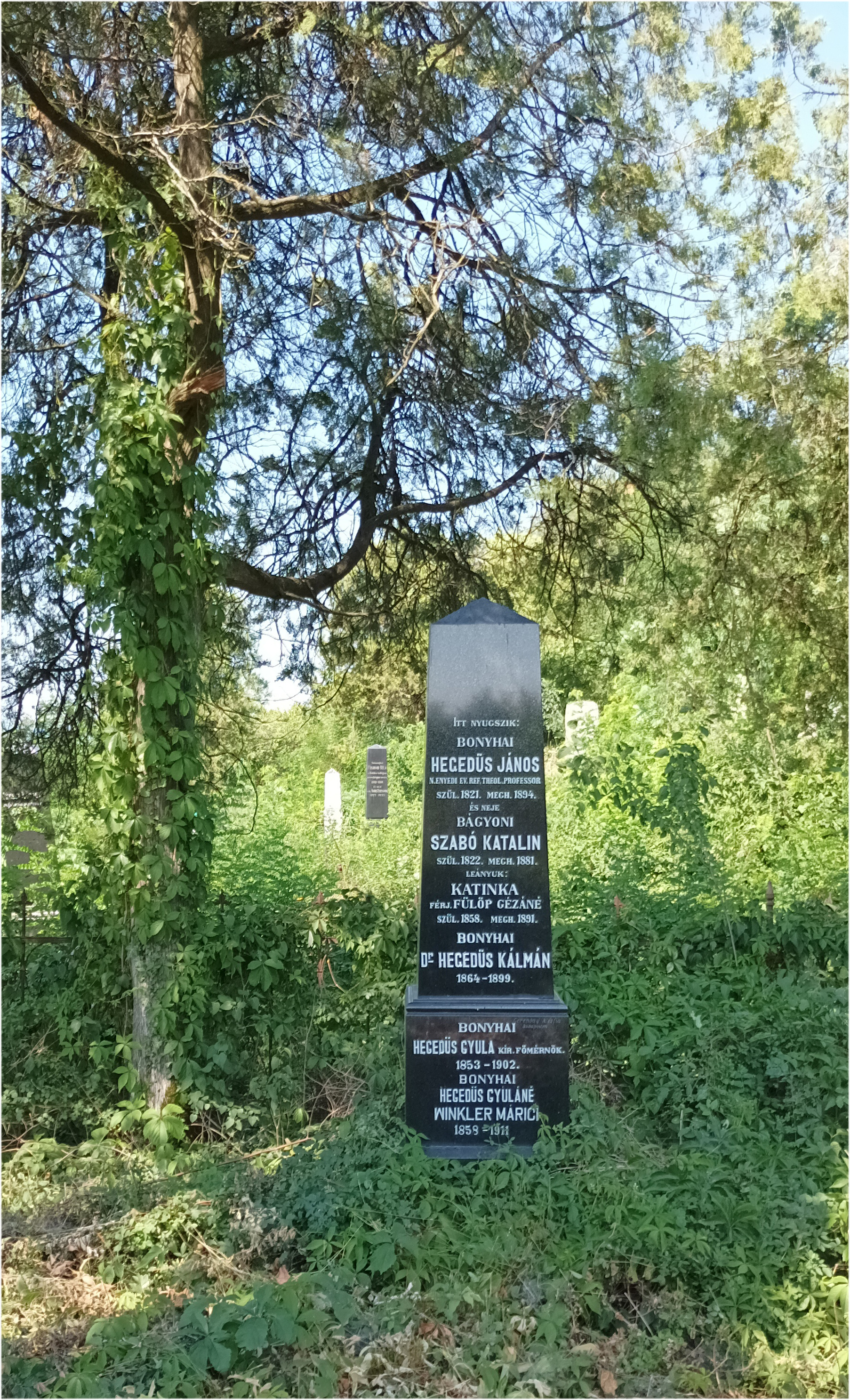
Sírja a nagyenyedi református temetőben

## Munkája
- A protestáns polemika kézi könyve. Irta dr. Hase Károly. A harmadik német kiadás után ford. Budapest, 1874-75. (Prot. Theologiai Könyvtár II. IV.)